# Gourlizon
Gourlizon (bretonisch Gourlizon) ist eine französische Gemeinde mit 950 Einwohnern (Stand 1. Januar 2022) im Département Finistère.

## Geographische Lage
Der Ort befindet sich im Südwesten der Bretagne nahe der Atlantikküste bei Douarnenez.
Quimper liegt zwölf Kilometer östlich, Brest 44 Kilometer nördlich und Paris etwa 500 Kilometer östlich (Angaben in Luftlinie). Gourlizon liegt im Tal des Flusses Goyen.

## Verkehr
Bei Quimper befinden sich die nächsten Abfahrten an der Schnellstraße E 60 (Brest–Nantes) und ein Regionalbahnhof an der überwiegend parallel verlaufenden Bahnlinie.
Der Bahnhof von Brest ist Endpunkt des TGV Atlantique nach Paris und die Flughäfen Aéroport de Brest Bretagne nahe Brest und Aéroport de Lorient Bretagne Sud bei Lorient sind die nächsten Regionalflughäfen.

## Bevölkerungsentwicklung

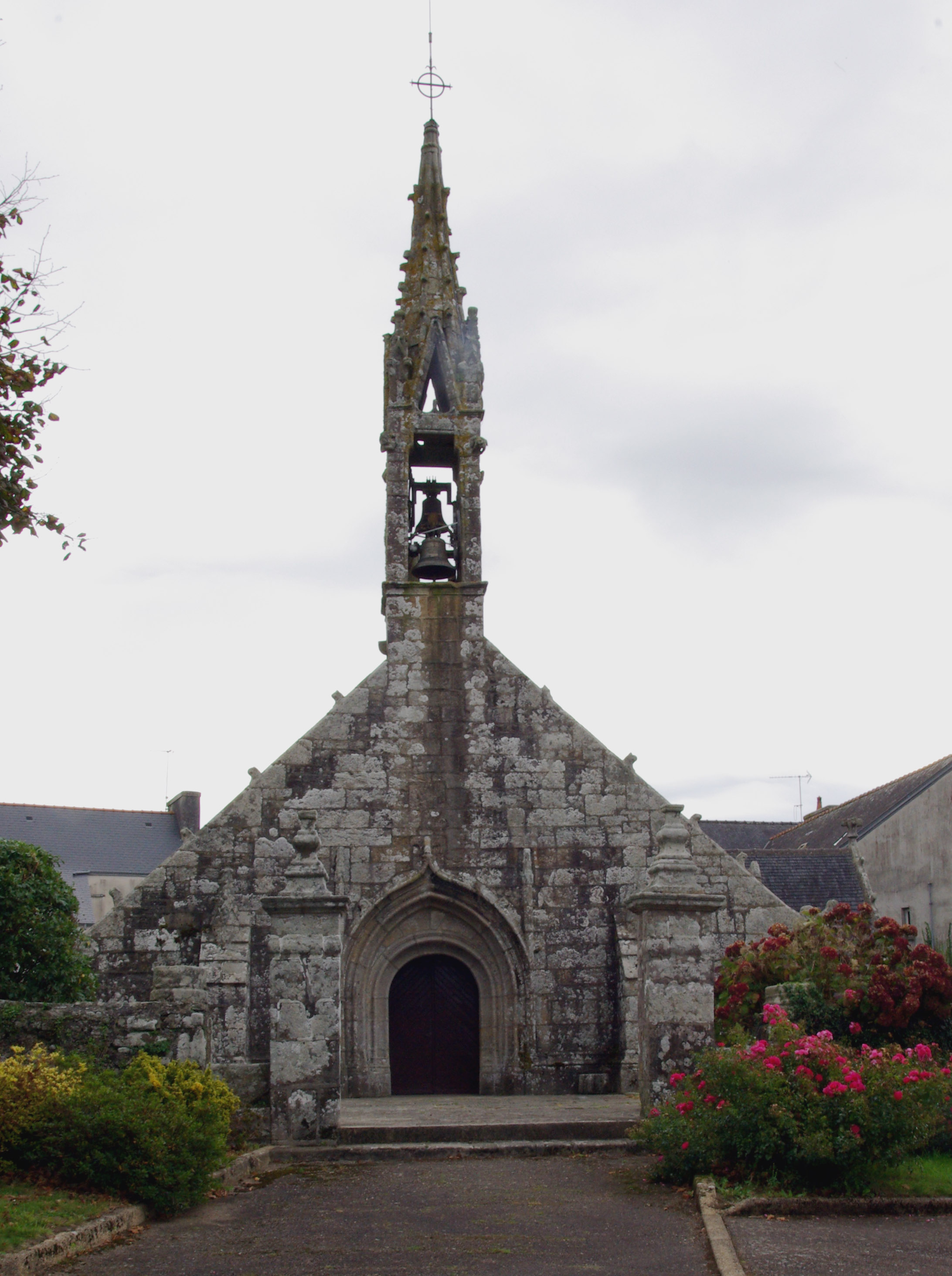
Kirche Saint-Cornély

| Jahr                       | 1962 | 1968 | 1975 | 1982 | 1990 | 1999 | 2006 | 2017 |
| Einwohner                  | 511  | 531  | 623  | 851  | 922  | 835  | 859  | 896  |
| Quellen: Cassini und INSEE |      |      |      |      |      |      |      |      |